# Robert Wauchope
Robert Wauchope, né le 10 décembre 1909 à Columbia en Caroline du Sud et mort le 20 janvier 1979, était un archéologue et anthropologue américain, dont les recherches académiques étaient spécialisées en préhistoire et archéologie du sud-ouest des États-Unis, de la Mésoamérique et de l'Amérique latine.

## Publications
- House Mounds of Uaxactun, Guatemala(1934)[1]
- Modern Maya Houses: A Study of Their Archaeological Significance (1938)[2]
- Excavations at Zacualpa, Guatemala (1949)[3]
- Implications of Radiocarbon Dates from Middle and South America (1954)[4]
- Ten Years of Middle American Archaeology Annotated Bibliography and News Summary. 1948-1957 (1961)[5]
- They Found Buried Cities: Exploration and Excavation in the American Tropics (1965)[6]
- Archaeological Survey of Northern Georgia with a Test of Some Cultural Hypotheses (1966)[7]
- The Indian Background of Latin American History (1970)[4]
- Zacuapla, El Quiche, Guatemala, An Ancient Provincial Center of the Highland Maya; Published in 1975[8]
- Lost Tribes and Sunken Continents: Myth and Method in the Study of American Indians (1975)[9]